# Careproctus abbreviatus
Careproctus abbreviatus és una espècie de peix pertanyent a la família dels lipàrids.

## Hàbitat
És un peix marí i batidemersal que viu entre 325 i 1.143 m de fondària.

## Distribució geogràfica
Es troba al mar d'Okhotsk i Alaska.

## Observacions
És inofensiu per als humans.